# Jossimar Mosquera
Jossimar Mosquera Angulo (Zaragoza, Antioquia, Colombia; 12 de octubre de 1982) es un futbolista colombiano. Juega de defensa en Club Ferrocarril Roca (Las Flores) de la Cuarta División de Argentina. 

## Trayectoria

### Inicios
Jossimar, quien le debe su nombre a un famoso lateral brasileño que brilló en el Mundial de México 86, se le apareció la virgen un día cualquiera, cuando Oswaldo Durán, exarquero de Nacional, Caldas y Medellín, llegó a Zaragoza en busca de talentos para el Bajo Cauca, el equipo de la Primera B, cuya sede estaba en la vecina Caucasia. Por recomendación de ‘Chicho’ Serna, decidió aceptar el reto de cambiar de aire, para emigrar a Argentina.

### Godoy Cruz
Mosquera comenzó su carrera en el fútbol argentino con Godoy Cruz de Mendoza de la Segunda División. En 2005 fue parte del equipo que ganó el Apertura 2005, y al final de la Temporada 2005/06 con Godoy Cruz y ascendieron a la Primera División por primera vez en su historia.

### Estudiantes de la Plata
En 2006 fue transferido a Estudiantes de La Plata y en su primera temporada con el club ganó el Apertura 2006. Sin embargo, a pesar de integrar el plantel profesional que consiguió el campeonato, Mosquera no jugó ningún encuentro relegado al banquillo de los suplentes.
Durante el Clausura 2007 es tenido en cuenta en el primer equipo y marcó su único gol para el club en una victoria por 2-0 sobre Banfield. 

### Arsenal de Sarandi
Al final de la clausura se trasladó a Arsenal de Sarandí donde el 5 de diciembre de 2007 obtuvo la Copa Sudamericana. El año siguiente se consagra campeón también con el cuadro de Sarandi, de la Copa Suruga Bank 2008, convirtiéndose, por estos dos títulos, en un histórico del cuadro de Sarandí, y estando en un plantel recordado en la historia.

### Al Ahli
Luego fue cedido a préstamo al Al-Ahli de Arabia Saudita, conducido por el extécnico de Arsenal Gustavo Alfaro. 
En enero de 2010 vuelve a Arsenal de Sarandí y es cedido nuevamente a préstamo, pero esta vez a Colón. 
Seis meses más tarde, el 2 de junio, se confirma su regreso a Colombia, donde nunca ha jugado en un club profesional. El primero será el Atlético Nacional de la Categoría Primera A. Sin embargo, en marzo de 2011 rescinde su contrato con el club.
Luego de volver a Argentina, para jugar en Independiente Rivadavia y Gimnasia y Esgrima de Jujuy, ambos clubes del ascenso de ese país.

### CD Cobresal
En julio de 2013, Mosquera parte finalmente a Chile, para jugar en Cobresal de la Primera División del fútbol chileno. Mosquera llega al club del norte de Chile, en compañía del delantero chileno Víctor Hugo Sarabia (exjugador de Deportes Iquique) y de Fabián Saavedra (quien viene a préstamo desde Unión Española).

### Club Almirante Brown
El 19 de julio de 2016 es confirmado como nuevo jugador del Club Almirante Brown de la Primera B Metropolitana de Argentina. 

## Clubes
| Club                        | País           | Año       | Partidos | Goles |
| --------------------------- | -------------- | --------- | -------- | ----- |
| Godoy Cruz                  | Argentina      | 2005-2006 | 55       | 3     |
| Estudiantes de La Plata     | Argentina      | 2006-2007 | 12       | 1     |
| Arsenal de Sarandí          | Argentina      | 2007-2009 | 68       | 4     |
| Al-Ahli                     | Arabia Saudita | 2009      | 15       | 3     |
| Colón                       | Argentina      | 2010      | 3        | 0     |
| Atlético Nacional           | Colombia       | 2010      | 16       | 1     |
| Independiente Rivadavia     | Argentina      | 2011-2012 | 26       | 0     |
| Gimnasia y Esgrima de Jujuy | Argentina      | 2012-2013 | 30       | 1     |
| Cobresal                    | Chile          | 2013-2014 | 15       | 0     |
| Santamarina de Tandil       | Argentina      | 2014-2015 | 15       | 2     |
| Guaraní Antonio Franco      | Argentina      | 2015-2016 | 21       | 0     |
| Almirante Brown             | Argentina      | 2016-2017 | 14       | 1     |
| J. J. Urquiza               | Argentina      | 2017-2018 | 0        | 0     |
| Ferrocarril Roca            | Argentina      | 2019-Act. | 0        | 0     |
| Total                       | Total          | Total     | 161      | 16    |

## Palmarés

### Campeonatos nacionales
| Título             | Club                    | País      | Año     |
| ------------------ | ----------------------- | --------- | ------- |
| Primera B Nacional | Godoy Cruz de Mendoza   | Argentina | 2005-06 |
| Primera División   | Estudiantes de La Plata | Argentina | A-2006  |

### Copas internacionales
| Título            | Club               | País      | Año  |
| ----------------- | ------------------ | --------- | ---- |
| Copa Sudamericana | Arsenal de Sarandí | Argentina | 2007 |
| Copa Suruga Bank  | Arsenal de Sarandí | Argentina | 2008 |